# Anticoli Corrado
Anticoli Corrado es una localidad italiana de la provincia de Roma, región de Lacio, con 974 habitantes.

## Evolución demográfica
| Gráfica de evolución demográfica de Anticoli Corrado entre 1861 y 2001 |
|                                                                        |
| Fuente ISTAT - elaboración gráfica de Wikipedia                        |

## Ciudades hermanadas
- Arcos de la Frontera